# Hapoel Lod FC
El Hapoel Lod FC (hebreu: הפועל לוד‎) fou un club de futbol israelià de la ciutat de Lod.

## Història

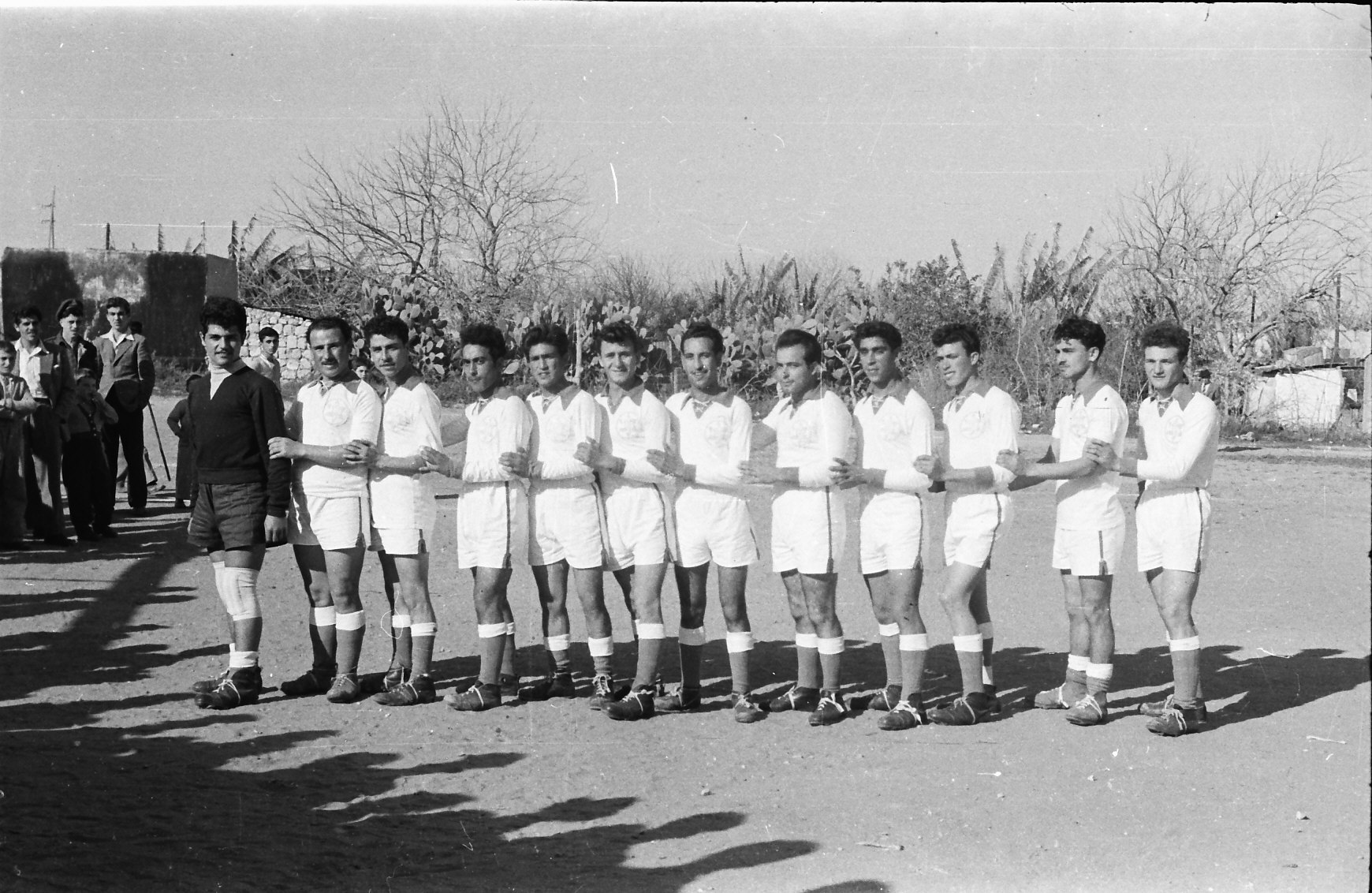
Hapoel Lod 1969-70

El club va ser creat l'any 1949. El 1963 ascendí per primer cop a primera divisió. Hi retornà el 1983 i guanyà la copa israeliana el 1984. Després de diversos descensos, va desaparèixer l'any 2002.

## Palmarès
- Copa israeliana de futbol: 
  - 1983-84
- Supercopa israeliana de futbol: 
  - 1984